# Luca Ungari
Luca Ungari (Cremona, 18 novembre 1974) è un ex calciatore italiano, di ruolo difensore.

## Carriera
Nella stagione sportiva 2000-01 vince la Supercoppa di Lega di serie C1 battendo il Palermo e conquistando la promozione alla penultima giornata di campionato. La stagione di Serie B seguente vede la sua squadra conquistare la seconda promozione consecutiva.
Nella Serie A 2002-2003, assieme a Mauro Mayer e Roberto Cevoli, permette al Modena di rimanere nella massima serie. Rientrato dal prestito al Torino, ha disputato due campionati di Serie A con il Modena, collezionando 33 presenze e 1 rete.
Nell'estate 2009 è passato alla Pro Patria, ma il trasferimento è saltato dopo le visite mediche. Nel mercato invernale del 2010 passa alla Pro Sesto.

## Caratteristiche tecniche
Luca Ungari era un difensore centrale elegante e pulito che non disdegnava di portarsi in avanti per cercare il gol.

## Palmarès

### Club

#### Competizioni nazionali
- Coppa Italia Serie C: 1

Como: 1996-1997
- Serie C1: 1

Modena: 2000-2001
- Serie B: 2

Modena: 2002-2003
Torino: 2005-2006
- Supercoppa di Lega di Serie C: 1

Modena: 2001